# Karusellen (sång)
Karusellen, även känd som antingen Jungfru skär eller Jungfru skön, är en sång på svenska som ofta används som sånglek vid dans kring både julgran och midsommarstång. Texten kretsar kring en karusell. Den nedtecknades vid slöjdseminariet i Nääs runt år 1900. Sånglekar från Nääs av Otto Hellgren och Rurik Holm utkom 1905 och 1915, och denna finns med i andra delen. Karusellen var bland annat signaturmelodi till programmet Karusellen i Sveriges Radio i början av 1950-talet. I texten finns det en hänvisning till den då kända pjäsen Andersson, Pettersson och Lundström, som hade premiär 1865.

## Publikation
- Julens önskesångbok, 1997, under rubriken "Tjugondag Knut dansar julen ut", angiven som "Svensk folkvisa"
- Barnens svenska sångbok, 1999, under rubriken "Sång med lek och dans".